# Модель психічного стану людини
У психології модель психологічного стану людини стосується здатності розуміти інших людей, приписуючи їм психічні стани. Модель психологічного стану людини включає знання про те, що переконання, бажання, наміри, емоції та думки інших можуть відрізнятися від власних. Володіння функціональною моделлю психологічного стану людини має вирішальне значення для успіху в щоденних соціальних взаємодіях людей. Люди використовують теорію розуму, коли аналізують, судять і роблять висновки про поведінку інших. Відкриття та розвиток моделі психологічного стану людини в основному виникли завдяки дослідженням, проведеним на тваринах і немовлятах. Фактори, зокрема вживання наркотиків і алкоголю, розвиток мови, когнітивні затримки, вік і культура, можуть впливати на здатність людини демонструвати модель психологічного стану людини. Володіння моделлю психологічного стану людини подібне, але не тотожне здатності до емпатії або співчуття.
Було припущено, що дефіцит моделі психологічного стану людини може виникати в людей з аутизмом,[5] нервовою анорексією, шизофренією, дисфорією, синдромом дефіциту уваги та активності, кокаїновою залежністю та ушкодженням мозку, викликаним алкогольною нейротоксичністю. Нейровізуалізація показує, що медіальна префронтальна кора (mPFC), задня верхня скронева борозна (pSTS), передклинь і мигдалеподібне тіло пов'язані з теорією розумових завдань. Пацієнти з ураженням лобової частки або скронево-тім'яного вузла вважають певну модель психологічного стану людини завдань складною. Модель психологічного стану людини розвивається в дитинстві, коли розвивається префронтальна кора. Було стверджено, що діти в культурі колективізму раніше розвивають доступ до знань і розуміють різні переконання пізніше, ніж західні діти в культурі індивідуалізму.

## Визначення
«Модель психологічного стану людини» описується як теорія, тому що поведінка іншої людини, наприклад її заяви та вирази, є єдиним, що безпосередньо спостерігається; ніхто не має прямого доступу до розуму іншого, і про існування та природу розуму слід зробити висновок. Зазвичай передбачається, що інші мають розум, аналогічний вашому власному; це припущення базується на трьох взаємних соціальних взаємодіях, як це спостерігається у спільній увазі, функціональному використанні мови та розумінні емоцій і дій інших. Модель психологічного стану людини дозволяє приписувати думки, бажання та наміри іншим, передбачати або пояснювати їхні дії та формулювати їхні наміри. Це дає змогу зрозуміти, що психічні стани можуть бути причиною — і можуть використовуватися для пояснення та передбачення — поведінки інших. Здатність приписувати психічні стани іншим і розуміти їх як причини поведінки означає, частково, що людина повинна мати можливість сприймати розум як «генератора уявлень». Якщо людина не має зрілої моделі психологічного стану людини, це може бути ознакою когнітивного порушення або порушення розвитку.
Модель психологічного стану людини є вродженою потенційною здатністю людини, яка потребує багаторічного соціального та іншого досвіду для свого повного розвитку. Різні люди можуть розвивати більш-менш ефективні моделі психологічного стану людини. Неопіажетівські теорії когнітивного розвитку стверджують, що модель психологічного стану людини є побічним продуктом ширшої гіперкогнітивної здатності людського розуму реєструвати, контролювати та уявляти власне функціонування.
Емпатія — визнання та розуміння стану розуму інших, у тому числі їхніх вірувань, бажань і особливо емоцій — є спорідненим поняттям. Емпатію часто характеризують як здатність «поставити себе на місце іншого». Недавні нейроетологічні дослідження поведінки тварин показують, що гризуни можуть виявляти емпатичні здібності. У той час як емпатія відома як сприйняття емоційної точки зору, модель психологічного стану людини визначається як сприйняття когнітивної точки зору.
Дослідження моделі психологічного стану людини у людей і тварин, дорослих і дітей, які нормально або нетипово розвиваються, швидко зросли за роки, що минули після статті Премака та Гая Вудраффа 1978 року «Чи є у шимпанзе модель психологічного стану людини?». Поле соціальної нейронауки також почало вирішувати цю дискусію, знімаючи мозок людей під час виконання ними завдань, які вимагають розуміння наміру, переконання чи іншого психічного стану інших людей.
Альтернативний погляд на модель психологічного стану людини дається в оперантній психології та надає емпіричні докази для функціонального розгляду як сприйняття перспективи, так й емпатії. Найбільш розроблений оперантний підхід заснований на дослідженні похідних реляційних реакцій і входить до реляційної теорії фреймів. Згідно з цією точкою зору, емпатія та сприйняття перспективи включають складний набір похідних стосункових здібностей, заснованих на навчанні розрізняти та вербально реагувати на все більш складні відносини між собою, іншими, місцем і часом, а також через усталені відносини.

## Філософсько-психологічні корені
Обговорення моделі психологічного стану людини сягає корінням у філософські дебати часів Другої медитації Рене Декарта, яка заклала основу для розгляду науки про розум.
Два протилежних підходи у філософській літературі до моделі психологічного стану людини — це теорія-теорія та теорія моделювання. Теорія-теоретик висуває справжню теорію — «народну психологію», — яку люди використовують, щоб міркувати про думки інших. Така теорія розвивається автоматично та вроджено, хоча вона зароджується через соціальні взаємодії. Вона також тісно пов'язана з теорією сприйняття особистості та атрибуції із соціальної психології.
Зазвичай й інтуїтивно зрозуміло припустити, що інші мають намір. Люди антропоморфізують нелюдських тварин, неживі предмети і навіть природні явища. Деніел Деннет назвав цю тенденцію «навмисною позицією» щодо речей: ми припускаємо, що вони мають наміри, щоб допомогти передбачити їхню майбутню поведінку. Розуміння уваги передбачає розуміння того, що бачення може бути спрямоване вибірково як увага, що спостерігач оцінює побачений об'єкт як «являє інтерес», і що бачення може викликати переконання. Можливою ілюстрацією моделі психологічного стану людини у немовлят є спільна увага. Спільна увага стосується того, коли дві людини дивляться і звертають увагу на те саме. Батьки часто використовують акт вказівки, щоб спонукати немовлят до спільної уваги; розуміння цього спонукання вимагає, щоб немовлята брали до уваги психічний стан іншої людини і розуміли, що людина помічає об'єкт або вважає його цікавим. Барон-Коен припускає, що схильність спонтанно посилатися на об'єкт у світі як на предмет інтересу за допомогою вказівки («протодекларативне вказування») і так само цінувати спрямовану увагу іншого може бути основним мотивом усього людського спілкування.
Філософське коріння моделі психологічного стану людини на основі реляційної рамкової теорії (RFT) походить від контекстуальної психології, яка стосується вивчення організмів (людських і нелюдських), які взаємодіють в історичному та поточному ситуаційному контексті та з ним. Це підхід, заснований на контекстуалізмі, філософії, в якій будь-яка подія інтерпретується як поточний акт, невіддільний від поточного та історичного контексту, і в якому приймається радикально функціональний підхід до істини та значення. Як варіант контекстуалізму, RFT фокусується на конструюванні практичного наукового знання. Ця наукова форма контекстуальної психології є фактично синонімом філософії оперантної психології.

## Розвиток
Вивчення того, які тварини здатні приписувати знання та психічні стани іншим, а також розвиток цієї здатності в онтогенезі та філогенезі людини, визначає кілька поведінкових попередників теорії розуму. Розуміння уваги, розуміння намірів інших і імітаційний досвід спілкування з іншими є ознаками теорії розуму, які можна спостерігати на ранніх стадіях розвитку того, що пізніше стане повноцінною теорією..
Саймон Барон-Коен припустив, що розуміння немовлятами уваги інших є критичним попередником розвитку моделі психологічного стану людини. Розуміння уваги передбачає розуміння того, що бачення може бути спрямоване вибірково як увага, що спостерігач оцінює побачений об'єкт як «представляє інтерес» і що бачення може викликати переконання. Можливою ілюстрацією теорії розуму у немовлят є спільна увага. Спільна увага стосується того, коли дві людини дивляться і звертають увагу на те саме. Батьки часто використовують акт вказівки, щоб спонукати немовлят до спільної уваги; розуміння цього спонукання вимагає, щоб немовлята брали до уваги психічний стан іншої людини і розуміли, що людина помічає об'єкт або вважає його цікавим. Барон-Коен припускає, що схильність спонтанно посилатися на об'єкт у світі як на предмет інтересу за допомогою вказівки («протодекларативне вказування») і так само цінувати спрямовану увагу іншого може бути основним мотивом усього людського спілкування.
Розуміння намірів інших є ще одним важливим попередником розуміння інших розумів, оскільки навмисність є фундаментальною рисою психічних станів і подій. «Навмисна позиція» була визначена Деніелом Деннеттом як розуміння того, що дії інших є цілеспрямованими та випливають із певних переконань чи бажань. І дворічні, і трирічні діти могли розрізняти, коли експериментатор навмисно або випадково позначав коробку наклейками. Ще на початку розробки Ендрю Н. Мельцофф виявив, що 18-місячні немовлята можуть виконувати маніпуляції з цілями, які спробували дорослі експериментатори та не вдалися, що свідчить про те, що немовлята можуть уявляти поведінку дорослих, пов'язану з маніпулюванням об'єктами, як цілі та наміри. У той час як атрибуція намірів і знань досліджується у молодих людей і нелюдських тварин, щоб виявити передвісники моделі психологічного стану людини, Gagliardi et al. зазначили, що навіть дорослі люди не завжди діють у спосіб, який відповідає атрибуційній перспективі. У своєму експерименті дорослі люди робили вибір щодо контейнерів із наживкою, якщо керуватися союзниками, які не могли побачити, який контейнер було наживкою.
Дослідження психології розвитку свідчать про те, що здатність немовляти наслідувати інших лежить у витоках як моделі психологічного стану людини, так й інших соціально-когнітивних досягнень, таких як сприйняття перспективи та емпатія. За словами Мельцоффа, вроджене розуміння немовлям того, що інші «подібні до мене», дозволяє йому визнавати еквівалентність між фізичними та психічними станами, очевидними в інших, і тими, які відчуває сам. Наприклад, немовля використовує свій власний досвід, орієнтуючи голову й очі на об'єкт інтересу, щоб зрозуміти рухи інших, які повертаються до об'єкта, тобто вони зазвичай звертають увагу на об'єкти інтересу чи значення. Деякі дослідники з порівняльних дисциплін вагалися, чи не надавали надто великої ваги наслідуванню як важливому попереднику розвинутих соціально-когнітивних навичок людини, таких як усвідомлення та співпереживання, особливо якщо справжнє наслідування більше не використовується дорослими. Тест імітації, проведений Олександрою Горовіц, показав, що дорослі піддослідні наслідували експериментатора, який демонстрував нову задачу, набагато гірше, ніж діти. Горовіц зазначає, що точний психологічний стан, який лежить в основі наслідування, неясний і сам по собі не може використовуватися для висновків про психічні стани людей.
Хоча багато досліджень було проведено на немовлятах, модель психологічного стану людини розвивається безперервно протягом усього дитинства й до пізнього підліткового віку, оскільки розвиваються синапси в префронтальній корі. Вважається, що префронтальна кора бере участь у плануванні та прийнятті рішень. Діти, здається, розвивають теорію розумових навичок послідовно. Перша навичка, який потрібно розвинути, — це здатність визнавати, що інші мають різні бажання. Невдовзі діти можуть розпізнати, що інші мають різні переконання. Наступна навичка, яку потрібно розвивати, це усвідомлення того, що інші мають доступ до різних баз знань. Нарешті, діти здатні зрозуміти, що інші можуть мати хибні переконання та що інші здатні приховувати емоції. Хоча ця послідовність представляє загальну тенденцію в набутті навичок, здається, що в певних культурах більше уваги приділяється деяким навичкам, що призводить до розвитку більш цінних навичок перед тими, які вважаються не такими важливими. Наприклад, в індивідуалістичних культурах, таких як Сполучені Штати, більше уваги приділяється здатності визнавати, що інші мають інші погляди та переконання. У колективістській культурі, такій як Китай, ця навичка може бути не таким важливим і, отже, може розвинутися лише пізніше.

### Мова
Є докази того, що розвиток моделі психологічного стану людини тісно переплітається з розвитком мови у людей. Один мета-аналіз показав помірну або сильну кореляцію (r =0,43) між виконанням завдань із моделі психологічного стану людини та мовних завдань. І мова, і теорія розуму починають розвиватися у дітей приблизно в один і той самий час (від двох до п'яти років), але багато інших здібностей також розвиваються протягом цього самого періоду часу, і вони не створюють такого сильного зв'язку ні між собою, ні з теорією розуму.
Прагматичні теорії спілкування припускають, що немовлята повинні мати розуміння вірувань і психічних станів інших, щоб зробити висновок про комунікативний зміст, який мають намір передати люди, які володіють мовою. Оскільки вимовлені фрази можуть мати різне значення залежно від контексту, теорія розуму може відігравати вирішальну роль у розумінні намірів інших людей і у визначенні значення слів. Деякі емпіричні результати показують, що навіть 13-місячні немовлята мають ранню здатність до комунікативного читання думок, що дозволяє їм зробити висновок, яка релевантна інформація передається між комунікативними партнерами, що означає, що людська мова принаймні частково покладається на теорію розумових навичок.
Керол А. Міллер висунула додаткові можливі пояснення цього зв'язку. Можливо, ступінь вербального спілкування та розмови за участю дітей у сім'ї може пояснити теорію розвитку розуму. Таке знайомство з мовою може допомогти познайомити дитину з різними психічними станами та точками зору інших. Емпіричні результати вказують на те, що участь у сімейних обговореннях передбачає бали за завдання моделі психологічного стану людини і що глухі діти, які мають батьків, що чують і можуть не мати змоги багато спілкуватися зі своїми батьками в перші роки розвитку, як правило, отримують нижчі бали за завдання моделі психологічного стану людини.
Інше пояснення зв'язку між мовою та теорією розвитку розуму пов'язане з розумінням дитиною таких слів про психічний стан, як «думати» та «вірити». Оскільки психічний стан — це не те, що можна спостерігати за поведінкою, діти повинні вивчати значення слів, що позначають психічні стани, лише за словесними поясненнями, вимагаючи знання синтаксичних правил, семантичних систем і прагматики мови. Дослідження показали, що розуміння цих слів психічного стану передбачає модель психологічного стану людини чотирирічних дітей.
Третя гіпотеза полягає в тому, що здатність відрізнити ціле речення («Джиммі вважає світ плоским») від його вбудованого доповнення («світ плоский») і зрозуміти, що одне може бути істинним, а інше — хибним, пов'язана з теорія розвитку розуму. Розпізнавання цих реченнєвих доповнень як незалежних одне від одного є відносно складною синтаксичною навичкою та корелює з підвищенням балів у теорії розумових завдань у дітей.
Також є докази того, що ділянки мозку, відповідальні за мову, і модель психологічного стану людини тісно пов'язані. Скронево-тім'яний вузол (TPJ) залучається до здатності здобувати новий словниковий запас, а також сприймати та відтворювати слова. TPJ також містить розділи, які спеціалізуються на розпізнаванні облич, голосів і біологічних рухів, а також на теорії розуму. Оскільки всі ці області розташовані так близько одна до одної, розумно підозрювати, що вони працюють разом. Дослідження показали збільшення активності в TPJ, коли пацієнти поглинають інформацію через читання або зображення щодо вірувань інших людей, але не під час спостереження за інформацією про стимули фізичного контролю.

### Модель психологічного стану людини в дорослих
Нейротипові дорослі мають теорію розумових концепцій, які вони розвинули в дитинстві (такі концепції, як віра, бажання, знання та намір). Вони використовують ці концепції, щоб задовольнити різноманітні вимоги суспільного життя, починаючи від миттєвих рішень про те, як обдурити суперника в змагальній грі, не відставати від хтозна чого в швидкій розмові, судити про винуватість чи невинуватість обвинувачений у суді.
Боаз Кейсар, Дейл Барр та їх колеги виявили, що дорослі часто не спроможні використовувати свої здібності моделі психологічного стану людини для інтерпретації повідомлення оратора, навіть якщо вони чудово усвідомлювали, що оратору бракує критичних знань. Інші дослідження показують, що дорослі схильні до егоцентричних упереджень, коли вони піддаються впливу власних переконань, знань або уподобань, коли оцінюють інших людей, або що вони повністю нехтують точкою зору інших людей. Є також докази того, що дорослі з більшою пам'яттю, гальмівною здатністю та мотивацією більш схильні використовувати свої здібності моделі психологічного стану людини.
Навпаки, докази непрямих наслідків мислення про психічні стани інших людей свідчать про те, що дорослі іноді можуть автоматично використовувати свою теорію розуму. Агнес Ковач і її колеги виміряли час, який знадобився дорослим, щоб виявити наявність кульки, коли вона була виявлена з-за оклюдера. Вони виявили, що на швидкість реакції дорослих впливало те, чи вважав аватар у сцені, що позаду оклюдера є м'яч, навіть якщо дорослих не просили звернути увагу на думку аватара.
Дана Самсон і її колеги виміряли час, який потрібен дорослим, щоб визначити кількість точок на стіні кімнати. Вони виявили, що дорослі повільніше реагують на аватар, стоячи в кімнаті, випадково побачили менше крапок, ніж вони, навіть якщо їх ніколи не просили звернути увагу на те, що бачив аватар. Було піддано сумніву, чи ці «альтерцентричні упередження» справді відображають автоматичну обробку того, що думає чи бачить інша особа, чи натомість вони відображають увагу та ефекти пам'яті, викликані аватаром, але не включають жодного представлення того, що вона думає чи бачить.
Різні теорії намагаються пояснити такі результати. Якщо модель психологічного стану людини є автоматичною, це допомогло б пояснити, як люди не відстають від моделі психологічного стану людини, що вимагає змагальних ігор і швидкоплинних розмов. Це також може пояснити докази того, що немовлята та деякі нелюдські види іноді здаються здатними до моделі психологічного стану людини, незважаючи на їхні обмежені ресурси пам'яті та когнітивного контролю. З іншого боку, якщо модель психологічного стану людини вимагає зусиль, а не автоматична, це пояснює, чому важко вирішити, винний чи невинний підсудний, чи блефує учасник переговорів, а економія зусиль допоможе пояснити, чому люди іноді нехтують використовувати свою модель психологічного стану людини.
Ієн Апперлі та Стівен Баттерфілл припустили, що люди мають «дві системи» для моделі психологічного стану людини, подібні до «двох систем» у багатьох інших областях психології. У цьому описі «система 1» є когнітивно ефективною та дає змогу розробити модель психологічного стану людини для обмеженого, але корисного набору обставин. «Система 2» вимагає когнітивних зусиль, але дозволяє створювати набагато гнучкішу модель психологічного стану людини здібностей. Філософ Пітер Каррутерс не погоджується з цим, стверджуючи, що одну і ту ж основну модель психологічного стану людини здібностей можна використовувати як простими, так і складними способами. Цю інформацію розкритикувала Селія Хейес, яка припускає, що модель психологічного стану людини здібностей «системи 1» не потребує представлення психічних станів інших людей, і тому її краще розглядати як «субменталізуючу».

### Старіння
У старшому віці модель психологічного стану людини здібностей знижується, незалежно від того, як саме вони перевіряються. Однак зниження інших когнітивних функцій є ще сильнішим, що свідчить про те, що соціальне пізнання збережене краще. На відміну від моделі психологічного стану людини, емпатія не показує порушень у старінні.
Існує два типи теорій моделей психологічного стану людини: когнітивна (стосовно психічних станів, переконань, думок і намірів) і афективна (щодо емоцій інших). Когнітивна модель психологічного стану людини далі поділяється на перший порядок (наприклад, я думаю, що вона так думає) і другий порядок (наприклад, він думає, що вона так думає). Є докази того, що когнітивна та афективна модель психологічного стану людини процесів функціонально незалежні одна від одної. У дослідженнях хвороби Альцгеймера, яка зазвичай виникає у людей похилого віку, пацієнти виявляють порушення когнітивної моделі психологічного стану людини другого порядку, але зазвичай не когнітивної або афективної моделі психологічного стану людини першого порядку. Однак важко розрізнити чітку модель змін психологічного стану людини розуму через вік. У зібраних даних було багато розбіжностей, ймовірно, через малий розмір вибірки та використання різних завдань, які досліджують лише один аспект моделі психологічного стану людини. Багато дослідників припускають, що порушення діяльності модель психологічного стану людини пов'язана просто з нормальним зниженням когнітивних функцій.

### Культурні варіації
Дослідники пропонують, щоб п'ять ключових аспектів моделі психологічного стану людини розвивалися послідовно для всіх дітей у віці від трьох до п'яти років: різноманітні бажання, різноманітні переконання, доступ до знань, хибні переконання та приховані емоції. Австралійські, американські та європейські діти освоюють модель психологічного стану людини саме в такому порядку, а дослідження з дітьми в Канаді, Індії, Перу, Самоа та Таїланді показують, що всі вони проходять завдання з хибних переконань приблизно в один і той же час, припускаючи, що діти в усьому світі послідовно розвивають модель психологічного стану людини.
Однак діти з Ірану та Китаю розвивають модель психологічного стану людини в дещо іншому порядку. Хоча вони починають розвивати модель психологічного стану людини приблизно в той самий час, малюки з цих країн розуміють доступ до знань раніше західних дітей, але їм потрібно більше часу, щоб зрозуміти різноманітні вірування. Дослідники вважають, що ця зміна порядку розвитку пов'язана з культурою колективізму в Ірані та Китаї, яка наголошує на взаємозалежності та спільних знаннях на противагу культурі індивідуалізму в західних країнах, яка сприяє індивідуальності та приймає різні думки. Через ці різні культурні цінності іранським і китайським дітям може знадобитися більше часу, щоб зрозуміти, що інші люди мають інші вірування та погляди. Це свідчить про те, що розвиток моделі психологічного стану людини не є універсальним і визначається виключно вродженими процесами мозку, але також зазнає впливу соціальних і культурних факторів.

### Історіографія
Модель психологічного стану людини може допомогти історикам краще зрозуміти характери історичних діячів, наприклад Томаса Джефферсона. Прихильники емансипації, як-от Дуглас Л. Вілсон, і вчені з Фонду Томаса Джефферсона розглядають Джефферсона як противника рабства все його життя, відзначаючи спроби Джефферсона в межах обмеженого діапазону доступних йому варіантів підірвати рабство, його численні спроби скасувати законодавство, спосіб які він забезпечував рабам, і його захист більш гуманного ставлення до них. Ця точка зору контрастує з позицією таких ревізіоністів, як Пол Фінкельман, який критикує Джефферсона за расизм, рабство та лицемірство. Емансипаціоністські погляди на це лицемірство визнають, що якби він намагався бути вірним своєму слову, це відштовхнуло б його віргінських співвітчизників. В іншому прикладі Франклін Д. Рузвельт не приєднався до лідерів NAACP у наполяганні федерального закону проти самосуду, оскільки він вважав, що такий закон навряд чи буде прийнятий і що його підтримка відштовхне південних конгресменів, включаючи багатьох колег Рузвельта-демократів.

## Емпіричне дослідження
Дослідники сперечаються про те, чи мають діти молодше трьох-чотирьох років модель психологічного стану людини. Це складне питання через труднощі оцінки того, що долінгвістичні діти розуміють про інших і світ. Завдання, які використовуються в дослідженні розвитку модель психологічного стану людини, повинні враховувати умвельт довербальної дитини.

### Завдання на помилкове переконання
Однією з найважливіших віх у теорії моделі психологічного стану людини є здатність приписувати хибні переконання: іншими словами, розуміти, що інші люди можуть вірити в те, що не відповідає дійсності. Для цього пропонується зрозуміти, як формуються знання, що переконання людей ґрунтуються на їхніх знаннях, що психічні стани можуть відрізнятися від реальності та що поведінку людей можна передбачити за їхніми психічними станами. Було розроблено численні версії завдання з помилковими переконаннями, засновані на початковому завданні, створеному Віммером і Пернером (1983).
У найпоширенішому варіанті завдання на помилкові переконання (часто називають тестом Саллі-Енн) дітям розповідають історію про Саллі та Енн. У Саллі є кулька, яку вона кладе у свій кошик, а потім виходить із кімнати. Поки вона вийшла з кімнати, Енн бере кульку з кошика і кладе її в коробку. Потім дитину, яку тестують, запитують, де Саллі шукатиме кульку, коли повернеться. Дитина проходить завдання, якщо вона відповість, що Саллі буде дивитися в кошик, куди Саллі поклала кульку; дитина не впорається із завданням, якщо вона відповість, що Саллі буде дивитися в ящик. Щоб пройти завдання, дитина повинна бути в змозі зрозуміти, що уявлення іншої людини про ситуацію відрізняється від її власної, і дитина повинна мати можливість передбачити поведінку на основі цього розуміння. Інший приклад зображує хлопчика, який залишає шоколад на полиці, а потім виходить із кімнати. Його мама кладе в холодильник. Щоб пройти завдання, дитина повинна зрозуміти, що хлопчик, повернувшись, дотримується помилкової думки, що його шоколад все ще перебувають на полиці.
Результати досліджень із застосуванням завдань на хибні переконання були досить послідовними: більшість дітей, які зазвичай розвиваються, здатні виконувати завдання приблизно з чотирьох років. Хоча більшість дітей, у тому числі з синдромом Дауна, можуть пройти цей тест, в одному дослідженні 80 % дітей з діагнозом аутизм не змогли цього зробити. Однак кілька пізніших досліджень не повторили цей результат.
Дорослі також можуть боротися з помилковими переконаннями, наприклад, коли вони демонструють упередженість заднім числом. В одному експерименті дорослі суб'єкти, яких попросили про незалежну оцінку, не змогли знехтувати інформацією про фактичний результат. Крім того, в експериментах зі складними ситуаціями, коли оцінюють мислення інших, дорослі можуть неправильно знехтувати певною інформацією, яку їм надали.

### Неочікуваний вміст
Інші завдання були розроблені, щоб спробувати розширити завдання хибного переконання. У завданні «неочікуваний вміст» або «розумники» експериментатори запитують дітей, що, на їхню думку, у коробці, яка виглядає так, ніби в ній є «розумники» . Після того, як дитина вгадує «Розумники», показано, що в коробці насправді були олівці. Потім експериментатор знову закриває коробку і запитує дитину, що, на її думку, подумає інша людина, якій не показали справжній вміст коробки, про те, що всередині коробки. Дитина проходить завдання, якщо відповідає, що інша людина думатиме, що в коробці є «Розумники», але не виконує завдання, якщо вона відповідає, що інша людина думатиме, що в коробці олівці. Gopnik & Astington виявили, що діти проходять цей тест у віці чотирьох-п'яти років.

### Інші завдання
Завдання «фальшива фотографія» також вимірює теорію моделі психологічного стану людини. У цьому завданні діти повинні міркувати про те, що зображене на фотографії, що відрізняється від поточного стану речей. У завданні фальшивої фотографії існує зміна місця розташування або особи. У завданні зі зміною місця розташування екзаменатор кладе об'єкт в одне місце (наприклад, шоколад у відкриту зелену шафу), після чого дитина фотографує цю сцену на Polaroid. Поки фотографія проявляється, екзаменатор переміщує об'єкт в інше місце (наприклад, синю шафу), дозволяючи дитині спостерігати за діями екзаменатора. Екзаменатор ставить дитині два контрольних питання: «Коли ми вперше фотографували, де був предмет?» і «Де зараз об'єкт?» Досліджуваному також ставлять питання «фальшивої фотографії»: «Де міститься предмет на зображенні?» Дитина успішно проходить завдання, якщо правильно визначає розташування предмета на малюнку та фактичне розташування предмета на момент запитання. Однак останнє питання може бути неправильно витлумачено як «Де в цій кімнаті перебуває предмет, зображений на малюнку?» тому деякі екзаменатори використовують альтернативне формулювання.
Щоб полегшити тваринам, маленьким дітям і людям із класичним аутизмом розуміння та виконання завдань моделі психологічного стану людини, дослідники розробили тести, у яких вербальна комунікація не наголошується: деякі з них не передбачають вербальної комунікації з боку екзаменатор, деякі з яких успішне завершення не вимагає вербального спілкування з боку суб'єкта, а деякі відповідають цим стандартам. Одна категорія завдань використовує парадигму переважного вигляду, де час перегляду є залежною змінною. Наприклад, дев'ятимісячні немовлята воліють дивитися на поведінку, яку виконує людська рука, а не на поведінку неживого ручного об'єкта. Інші парадигми розглядають рівень імітаційної поведінки, здатність відтворювати та завершувати незавершені цілеспрямовані дії та рівень удаваної гри.

### Ранні попередники
Дослідження ранніх попередників моделі психологічного стану людини винайшли способи спостерігати за розумінням немовлятами розуму інших людей, включаючи сприйняття та переконання. Використовуючи різні експериментальні процедури, дослідження свідчать, що немовлята з першого року життя мають неявне розуміння того, що бачать інші люди і що вони знають. Популярною парадигмою, яка використовується для вивчення моделі психологічного стану людини немовлят, є процедура порушення очікувань, яка використовує тенденцію немовлят довше дивитися на несподівані та дивовижні події порівняно зі знайомими та очікуваними подіями. Проміжок часу, який вони дивляться на подію, дає дослідникам уявлення про те, що немовлята можуть робити висновки, або про їх неявне розуміння подій. Одне дослідження з використанням цієї парадигми виявило, що 16-місячні діти схильні приписувати переконання людині, чиє зорове сприйняття раніше було свідком як «надійне», порівняно з тим, чиє візуальне сприйняття було «ненадійним». Зокрема, 16-місячних дітей навчили очікувати, що збуджена вокалізація людини та погляд у контейнер будуть асоціюватися з пошуком іграшки в надійному стані або відсутністю іграшки в ненадійному стані. Після цього етапу навчання немовлята були свідками під час завдання з пошуку об'єктів, як ті самі люди шукали іграшку у правильному чи неправильному місці після того, як обидва бачили місце, де захована іграшка. Немовлята, які відчули надійний погляд, були здивовані і тому дивилися довше, коли людина шукала іграшку в неправильному місці, ніж у правильному місці. Навпаки, час пошуку для немовлят, які зазнали ненадійного погляду, не відрізнявся для обох місць пошуку. Ці результати свідчать про те, що 16-місячні немовлята можуть по-різному приписувати уявлення про місцезнаходження іграшки на основі попереднього запису візуального сприйняття людини.

### Методичні проблеми
За допомогою методів, які використовуються для перевірки моделі психологічного стану людини, було експериментально показано, що дуже прості роботи, які реагують лише рефлексами і взагалі не створені для будь-яких складних когнітивних функцій, можуть пройти тести на наявність теорії розумових здібностей, що підручники з психології вважаються винятковими для людей старше чотирьох-п'яти років. На те, пройде чи не пройде такий робот тест, впливають абсолютно некогнітивні фактори, такі як розташування об'єктів і структура тіла робота, що впливає на рефлекси. Тому було висловлено припущення, що тести моделі психологічного стану людини може насправді не перевіряти когнітивні здібності.

## Дефіцити
Порушення моделі психологічного стану людини, або розумової сліпоти, описує труднощі, які можуть виникнути у людини з орієнтуванням на перспективу. Люди з порушенням моделі психологічного стану людини намагаються побачити явища з будь-якої точки зору, відмінної від власної. Люди, які відчувають дефіцит моделі психологічного стану людини, мають труднощі з визначенням намірів інших, не розуміють, як їхня поведінка впливає на інших, і відчувають труднощі з соціальною взаємністю. Дефіцит моделі психологічного стану людини спостерігали в людей із розладами спектру аутизму, шизофренією, невербальним розладом навчання та синдромом дефіциту уваги та гіперактивності, а також у людей, які перебувають під впливом алкоголю та наркотиків, людей із недосипанням та людей, які переживають сильний емоційний або фізичний біль. Дефіцит моделі психологічного стану людини також спостерігали у глухих дітей, які пізно почали жестифікувати (тобто народжені від батьків, що чують), але такий дефіцит спричинений затримкою вивчення мови, а не будь-яким когнітивним дефіцитом, і тому зникає, коли дитина навчиться жестовій мові.

### Аутизм
У 1985 році Саймон Барон-Коен, Алан М. Леслі та Ута Фріт припустили, що діти з аутизмом не використовують моделі психологічного стану людини і що аутисти мають особливі труднощі із завданнями, які вимагають від дитини розуміння переконань іншої людини. Ці труднощі зберігаються, коли дітей добирають за словесними навичками, і вони вважаються ключовою ознакою аутизму. Хоча в огляді 2019 року Гернсбахер і Єрго стверджували, що «твердження про відсутність у аутистів моделі психологічного стану людини є емпірично сумнівним», оскільки були численні невдалі повторення класичних досліджень ToM, а розміри метааналітичного ефекту таких копій були мінімальними або малими.
Багато людей, класифікованих як аутисти, відчувають серйозні труднощі з приписуванням психічних станів іншим, а деяким, здається, бракує здібностей моделі психологічного стану людини. Дослідники, які вивчають зв'язок між аутизмом і моделлю психологічного стану людини, намагаються пояснити цей зв'язок різними способами. Одна версія припускає, що модель психологічного стану людини відіграє певну роль у приписуванні психічних станів іншим і в дитинстві в удавану гру. Згідно з Леслі, модель психологічного стану людини — це здатність подумки уявляти думки, переконання та бажання, незалежно від того, реальні ці обставини чи ні. Це може пояснити, чому деякі люди з аутизмом демонструють надзвичайний дефіцит як у моделі психологічного стану людини, так і в удаваній грі. Однак Гобсон пропонує соціально-афективне виправдання, згідно з яким недоліки в моделі психологічного стану людини в людей з аутизмом є наслідком спотворення розуміння емоцій і реагування на них. Він припускає, що люди, які зазвичай розвиваються, на відміну від аутистів, народжуються з набором навичок (таких як здатність до соціального орієнтування), які згодом дозволяють їм розуміти почуття інших людей і реагувати на них. Інші вчені підкреслюють, що аутизм включає певну затримку розвитку, тому діти-аутисти мають різні недоліки, оскільки вони відчувають труднощі на різних стадіях росту. Дуже ранні невдачі можуть змінити правильний розвиток поведінки спільної уваги, що може призвести до нездатності сформувати повну модель психологічного стану людини.
Було припущення, що модель психологічного стану людини існує в континуумі на відміну від традиційного погляду на дискретну наявність або відсутність. Хоча деякі дослідження свідчать, що деякі аутисти не можуть приписувати психічні стани іншим, нещодавні дані вказують на можливість існування механізмів подолання, які сприяють спектру усвідомленої поведінки. Бінарний погляд на модель психологічного стану людини сприяє стигматизації дорослих аутистів, які дійсно мають здатність сприймати перспективу, оскільки припущення, що аутисти не мають емпатії, може стати обґрунтуванням для дегуманізації.
Тайн та ін. повідомляють, що діти-аутисти мають значно нижчі результати за показниками соціальної моделі психологічного стану людини порівняно з дітьми з діагнозом синдром Аспергера.
Як правило, діти з більш розвиненими здібностями моделі психологічного стану людини демонструють більш просунуті соціальні навички, більшу адаптивність до нових ситуацій і більшу співпрацю з іншими. Як наслідок, цих дітей зазвичай люблять. Однак «діти можуть використовувати свої здібності до читання думок, щоб маніпулювати, перехитрити, дражнити або обманювати своїх однолітків». Люди з неповноцінною навичками моделі психологічного стану людини, наприклад діти з розладом аутистичного спектру, можуть бути соціально відкинутими своїми однолітками, оскільки вони не здатні ефективно спілкуватися. Було доведено, що соціальне відторгнення негативно впливає на розвиток дитини та може підвищити ризик розвитку симптомів депресії.
Втручання, опосередковані однолітками (PMI) — це шкільний підхід до лікування дітей і підлітків із розладом спектру аутизму, під час якого однолітків навчають бути прикладом для наслідування, щоб сприяти соціальній поведінці. Laghi та ін. досліджували, чи можна використовувати аналіз просоціальної (приємної) та антисоціальної (неприємної) поведінки на основі моделі психологічного стану людини, на додаток до рекомендацій вчителів, для вибору відповідних кандидатів для програм PMI. Вибір дітей із розвиненими навичками моделі психологічного стану людини, які використовують їх у просоціальний спосіб, теоретично зробить програму більш ефективною. Хоча результати показали, що аналіз соціального використання моделі психологічного стану людини можливих кандидатів на програму PMI є неоціненним, це може бути поганим показником ефективності кандидата як зразка для наслідування.
Кокранівський огляд 2014 року щодо втручань, заснованих на моделі психологічного стану людини, виявив, що такої моделі можна навчати людей з аутизмом, але стверджував, що мало доказів підтримки навичок, узагальнення на інші умови або впливу на розвиток відповідних навичок.
Деякі дослідження 21-го століття показали, що результати деяких досліджень тестів моделі психологічного стану людини на аутистах можуть бути неправильно витлумачені на основі проблеми подвійної емпатії, яка припускає, що замість аутистів, які мають проблеми з моделлю психологічного стану людини, аутисти та люди з неаутизмом однаково важко розуміти один одного через неврологічні відмінності. Дослідження показали, що дорослі люди з аутизмом краще виконують теоретичні тести моделі психологічного стану людини в парі з іншими дорослими людьми з аутизмом, а також, можливо, з членами сім'ї з аутизмом. Учені, які визнають проблему подвійної емпатії, також припускають, що люди з аутизмом, імовірно, розуміють людей без аутизму більшою мірою, ніж навпаки, через необхідність функціонування в суспільстві без аутистів.

### Шизофренія
Люди з діагнозом шизофренія можуть виявляти недоліки в моделі психологічного стану людини. Мір'ям Спронг та її колеги досліджували це порушення, вивчивши 29 різних досліджень із загалом понад 1500 учасників. Цей метааналіз показав значний і стабільний дефіцит моделі психологічного стану людини у людей з шизофренією. Вони погано впоралися із завданнями на хибні переконання, які перевіряють здатність розуміти, що інші можуть мати хибні переконання щодо подій у світі, а також із завданнями на висновок про намір, які оцінюють здатність зробити висновок про намір персонажа з прочитаної оповідання. Пацієнти з шизофренією з негативними симптомами, такими як відсутність емоцій, мотивації або мовлення, мають найбільші порушення в моделі психологічного стану людини і не можуть уявити психічний стан себе та інших. Пацієнти з параноїдальною шизофренією також погано працюють, оскільки їм важко точно інтерпретувати наміри інших. Метааналіз також показав, що IQ, стать і вік учасників суттєво не впливають на виконання завдань моделі психологічного стану людини.
Дослідження свідчать, що порушення моделі психологічного стану людини негативно впливає на клінічне розуміння — усвідомлення пацієнтом своєї психічної хвороби. Інсайт вимагає моделі психологічного стану людини; пацієнт повинен бути в змозі прийняти перспективу третьої особи та бачити себе таким, як інші. Пацієнт із хорошою проникливістю може точно уявляти себе, порівнюючи себе з іншими та розглядаючи себе з точки зору інших. Інсайт дозволяє пацієнту розпізнавати свої симптоми та відповідним чином реагувати на них. Пацієнт, якому бракує проникливості, не усвідомлює, що у нього є психічна хвороба, через його нездатність точно уявити себе. Терапія, яка навчає пацієнтів сприймати перспективу та навички саморефлексії, може покращити вміння читати соціальні сигнали та сприймати точку зору іншої людини.
Дослідження свідчать, що дефіцит моделі психологічного стану людини є стабільною рисою-характеристикою, а не характеристикою стану шизофренії. Метааналіз, проведений Спронг та ін. показали, що пацієнти у стані ремісії все ще мали порушення в моделі психологічного стану людини. Це свідчить про те, що дефіцит є не просто наслідком активної фази шизофренії.
Дефіцит моделі психологічного стану людини пацієнтів із шизофренією погіршує їхню взаємодію з іншими. Модель психологічного стану людини особливо важлива для батьків, які повинні розуміти думки та поведінку своїх дітей і відповідно реагувати. Дисфункціональне батьківство пов'язане з дефіцитом моделі психологічного стану людини першого порядку, здатності розуміти думки іншої людини, і в моделі психологічного стану людини другого порядку, здатності робити висновки, що одна людина думає про думки іншої людини. Порівняно зі здоровими матерями, матері з шизофренією виявляються більш віддаленими, тихими, самозаглибленими, байдужими, нечутливими та мають менше задоволення від взаємодії зі своїми дітьми. Вони також схильні неправильно тлумачити емоційні сигнали своїх дітей і часто неправильно розуміють нейтральні обличчя як негативні. Такі види діяльності, як рольові ігри та індивідуальні чи групові заняття, є ефективними заходами, які допомагають батькам покращити сприйняття перспективи та модель психологічного стану людини. Існує сильний зв'язок між теорією моделі психологічного стану людини та дисфункцією батьківської ролі.

### Порушення вживання алкоголю
Порушення в моделі психологічного стану людини, а також інші соціально-когнітивні дефіцити зазвичай зустрічаються у людей, які мають розлади вживання алкоголю, через нейротоксичну дію алкоголю на мозок, особливо на префронтальну кору.

### Депресія і дисфорія
Особи у великому депресивному епізоді, розладі, що характеризується соціальними порушеннями, демонструють недоліки в декодуванні моделі психологічного стану людини. Теорія декодування розуму — це здатність використовувати інформацію, доступну в безпосередньому оточенні (наприклад, вираз обличчя, тон голосу, позу тіла), щоб точно позначати психічні стани інших. Протилежна картина, розширена модель психологічного стану людини, спостерігається в осіб, вразливих до депресії, включно з особами з минулим великим депресивним розладом (MDD), особами з дисфорією та особами з історією MDD у матері.

### Порушення розвитку мовлення
Діти з діагнозом розлад мовного розвитку (РМР) демонструють набагато нижчі результати в розділах стандартизованих тестів з читання та письма, але мають нормальний невербальний IQ. Ці мовні дефіцити можуть бути будь-якими конкретними дефіцитами лексичної семантики, синтаксису чи прагматики, або комбінацією кількох проблем. Такі діти часто виявляють гірші соціальні навички, ніж діти, що нормально розвиваються, і, здається, мають проблеми з розшифровкою переконань інших. Нещодавній метааналіз підтвердив, що діти з DLD мають значно нижчі результати з моделі психологічного стану людини завдань порівняно з дітьми, які зазвичай розвиваються. Це підтверджує твердження, що розвиток мови пов'язаний з моделлю психологічного стану людини.

## Механізми мозку

### У нейротипових людей
Дослідження моделі психологічного стану людини при аутизмі привело до думки, що здібності до менталітету підпорядковуються спеціальними механізмами, які в деяких випадках можуть бути порушені, тоді як загальні когнітивні функції залишаються в основному незмінними.
Дослідження нейровізуалізації підтверджують цю точку зору, демонструючи, що певні ділянки мозку постійно задіяні під час виконання завдань моделі психологічного стану людини. Дослідження PET моделі психологічного стану людини з використанням вербальних і мальовничих завдань на розуміння розповіді визначає набір областей мозку, включаючи медіальну префронтальну кору (mPFC) і область навколо задньої верхньої скроневої борозни (pSTS), а іноді передклинь і мигдалину/скроневу кору. Дослідження нейронних основ моделі психологічного стану людини диверсифікувалося, окремі напрямки досліджень зосереджені на розумінні переконань, намірів і більш складних властивостей розуму, таких як психологічні риси.
Дослідження, проведені в лабораторії Ребекки Сакс e Массачусетському технологічному інституті, з використанням порівняння завдань із помилковим переконанням і помилковою фотографією, спрямованих на виділення менталізаційного компонента завдання з помилковим переконанням, постійно виявляли активацію в mPFC, передклітинній кістці та скронево-тім'яному з'єднанні (TPJ), правосторонній. Зокрема, запропоновано, що правий TPJ (rTPJ) вибірково бере участь в уявленні вірувань інших. Існують певні дебати, оскільки та сама область rTPJ постійно активується під час просторової переорієнтації зорової уваги. Таким чином, Жан Десіті з Чиказького університету та Джейсон Мітчелл із Гарварду припускають, що rTPJ виконує більш загальну функцію, пов'язану як з розумінням помилкових переконань, так і з переорієнтацією уваги, а не як механізм, що спеціалізується на соціальному пізнанні. Однак можливо, що спостереження за областями, що перекриваються для репрезентації переконань і переорієнтації уваги, може бути просто пов'язане з сусідніми, але різними нейронними популяціями, які кодують кожну. Роздільна здатність типових досліджень фМРТ може бути недостатньою, щоб показати, що окремі/сусідні нейронні популяції кодують кожен із цих процесів. У дослідженні після Десіті та Мітчелла Сакс та його колеги використовували фМРТ із високою роздільною здатністю та показали, що пік активації для переорієнтації уваги приблизно на 6–10 мм вище піку для уявлення переконань. Додатково підтверджуючи те, що різні популяції нейронів можуть кодувати кожен процес, вони не виявили подібності у моделюванні реакції фМРТ у просторі.
Використовуючи одноклітинні записи в дорсомедіальній префронтальній корі людини (dmPFC), дослідники з MGH визначили нейрони, які кодують інформацію про переконання інших, які відрізняються від переконань самих, у різних сценаріях у завданні помилкових переконань. Крім того, вони показали високу специфічність між клітинами на основі змісту переконань інших і змогли точно передбачити, чи були ці переконання істинними чи хибними. Ці висновки свідчать про помітну роль окремих популяцій нейронів у dmPFC у теорії Mmind, доповненої TPJ та pSTS.
Функціональне зображення також висвітлює виявлення інформації про психічний стан в анімаціях Гайдера-Зіммеля рухомих геометричних форм, які типові люди автоматично сприймають як соціальні взаємодії, навантажені намірами та емоціями. Три дослідження виявили надзвичайно схожі моделі активації під час сприйняття такої анімації порівняно з випадковим або детермінованим керуванням рухом: mPFC, pSTS, веретеноподібна область обличчя (FFA) і мигдалина були вибірково задіяні під час стану моделі психологічного стану людини. Інше дослідження демонструвало суб'єктам анімацію двох точок, які рухалися з параметризованим ступенем навмисності (кількісне визначення ступеня, до якого точки переслідували одна одну), і виявило, що активація pSTS корелює з цим параметром.
Окреме дослідження стосується задньої верхньої скроневої борозни у сприйнятті навмисності в людських діях. Ця область також бере участь у сприйнятті біологічного руху, включаючи рух тіла, очей, рота та точкового світла. Одне дослідження виявило підвищену активацію pSTS під час спостереження за людиною, яка піднімає руку, а не під час штовхання її руки поршнем (навмисна чи ненавмисна дія). Кілька досліджень виявили підвищену активацію pSTS, коли суб'єкти сприймають людську дію, яка не відповідає очікуваній дії з контексту актора та передбачуваного наміру. Прикладами можуть бути: людина, яка виконує рух «дотягнутися до схоплення» на порожньому просторі поруч із об'єктом, а не схопити об'єкт; погляд людини, що переводить погляд на порожній простір поруч із мішенню в шаховому порядку, проти зміщення погляду на ціль; порожня людина, яка вмикає світло коліном, проти вмикання світла коліном, несучи купу книг; і крокуюча людина, що зупиняється, проходячи за книжкову полицю, проти того, що йде з постійною швидкістю. У цих дослідженнях дії в «конгруентному» випадку мають пряму мету, і їх легко пояснити з точки зору наміру актора. Неконгруентні дії, з іншого боку, вимагають додаткових пояснень (навіщо комусь крутити порожнє місце біля шестерні?) і, очевидно, потребують додаткової обробки в STS. Ця область відрізняється від скронево-тім'яної області, активованої під час виконання завдань із помилковими переконаннями. Активація pSTS у більшості вищезазначених досліджень була в основному правосторонньою, слідуючи загальній тенденції нейровізуалізаційних досліджень соціального пізнання та сприйняття. Також правосторонніми є активація TPJ під час завдань із помилковими переконаннями, реакція STS на біологічний рух і реакція FFA на обличчя.
Нейропсихологічні дані підтверджують результати нейровізуалізації щодо нейронної основи моделі психологічного стану людини. Дослідження за участю пацієнтів із ураженням лобових часток і скронево-тім'яного з'єднання мозку (між скроневою та тім'яною частками) показали, що вони мають труднощі з деякою завдань моделі психологічного стану людини. Це свідчить, що здібності моделі психологічного стану людини пов'язані з певними частинами людського мозку. Однак той факт, що медіальна префронтальна кора і скронево-тім'яний з'єднання необхідні для завдань моделі психологічного стану людини, не означає, що ці області є специфічними для цієї функції. TPJ і mPFC можуть виконувати більш загальні функції, необхідні для моделі психологічного стану людини.
Дослідження Вітторіо Галлезе, Лучано Фадіги та Джакомо Ріццолатті свідчить, що деякі сенсомоторні нейрони, які називають дзеркальними нейронами та вперше виявлені в премоторній корі макак-резусів, можуть брати участь у розумінні дій. Одноелектродний запис показав, що ці нейрони спрацьовували, коли мавпа виконувала дію, а також коли мавпа спостерігала за іншим агентом, який виконував ту саму дію. Дослідження фМРТ за участю людей показують ділянки мозку (передбачається, що містять дзеркальні нейрони), які активні, коли одна людина бачить цілеспрямовану дію іншої людини. Ці дані змусили деяких авторів припустити, що дзеркальні нейрони можуть стати основою для моделі психологічного стану людини в мозку та підтримати теорію моделювання читання думок.
Є також докази проти зв'язку між дзеркальними нейронами та моделлю психологічного стану людини. По-перше, макаки мають дзеркальні нейрони, але, здається, не мають «людської» здатності розуміти модель психологічного стану людини та переконань. По-друге, фМРТ дослідження моделі психологічного стану людини зазвичай повідомляють про активацію в mPFC, скроневих полюсах і TPJ або STS, але ці області мозку не є частиною дзеркальної нейронної системи. Деякі дослідники, як-от психолог розвитку Ендрю Мельцофф і нейробіолог Джин Десіті, вважають, що дзеркальні нейрони лише сприяють навчанню через імітацію та можуть бути попередником розвитку моделі психологічного стану людини. Інші, як-от філософ Шон Галлахер, припускають, що активація дзеркальних нейронів за низкою пунктів не відповідає визначенню симуляції, запропонованому теорією симуляції читання думок.

### При аутизмі
Кілька досліджень нейровізуалізації розглядали нейронну основу для порушення моделі психологічного стану людини в суб'єктів із синдромом Аспергера та високофункціональним аутизмом (HFA). Перше PET-дослідження моделі психологічного стану людини при аутизмі (також перше нейровізуалізаційне дослідження з використанням парадигми активації, викликаної завданням при аутизмі) відтворювало попереднє дослідження на нейротипових індивідах, у якому використовувалося завдання на розуміння історії. Це дослідження виявило зміщену та знижену активацію mPFC у пацієнтів з аутизмом. Однак, оскільки в дослідженні брали участь лише шість суб'єктів з аутизмом, і оскільки просторова роздільна здатність ПЕТ-зображень відносно низька, ці результати слід вважати попередніми.
Подальше дослідження фМРТ сканувало дорослих, що нормально розвиваються, і дорослих із HFA, виконуючи завдання «читання думок в очах»: переглядаючи фотографію очей людини та вибираючи, який із двох прикметників краще описує психічний стан людини, проти контролю за гендерною дискримінацією. Автори виявили активність орбітофронтальної кори головного мозку, STS і мигдалеподібного тіла у нормальних суб'єктів, а також виявили меншу активацію мигдалини та аномальну активацію STS у суб'єктів з аутизмом.
У нещодавньому дослідженні ПЕТ розглядалася мозкова активність у людей із HFA та синдромом Аспергера під час перегляду анімації Хайдера-Зіммеля (див. вище) у порівнянні з довільним керуванням рухами. На відміну від суб'єктів, які нормально розвиваються, у людей з аутизмом спостерігалася незначна активація STS або FFA, а також менша активація mPFC і мигдалини. Активність в екстрастріатних областях V3 і LO була ідентичною в обох групах, що свідчить про неушкоджену візуальну обробку нижчого рівня в суб'єктів з аутизмом. Дослідження також показало менший функціональний зв'язок між STS і V3 у групі аутистів. Проте зниження часової кореляції між активністю в STS і V3 можна очікувати просто через відсутність викликаної відповіді в STS на анімацію, навантажену наміром, у суб'єктів з аутизмом. Більш інформативним аналізом було б обчислення функціональної зв'язності після регресії викликаних відповідей із рядів за весь час.
Подальше дослідження з використанням неконгруентної/конгруентної парадигми переміщення погляду, описаної вище, виявило, що у добре функціональних дорослих з аутизмом активація задньої STS (pSTS) була недиференційованою, коли вони спостерігали, як людина переводить погляд на ціль, а потім на сусідній порожній простір. Відсутність додаткової обробки STS у неконгруентному стані може свідчити про те, що ці суб'єкти не в змозі сформувати очікування щодо того, що актор повинен робити, враховуючи контекстну інформацію, або що відгук про порушення цього очікування не досягає STS. Обидва пояснення передбачають порушення або дефіцит здатності пов'язувати переміщення погляду з навмисними поясненнями. Це дослідження також виявило значну антикореляцію між активацією STS у неконгруентно-конгруентному контрасті та оцінкою соціальної підшкали за переглянутою діагностичною інтерв'ю з аутизмом, але не показниками за іншими підшкалами.
Дослідження фМРТ продемонструвало, що правий скронево-тім'яний з'єднання (rTPJ) дорослих людей з аутизмом, які функціонують краще, не було більш вибірково активованим для ментальних суджень порівняно з фізичними судженнями про себе та інших. Вибірковість rTPJ щодо менталізації також була пов'язана з індивідуальними варіаціями клінічних показників соціального порушення: особи, у яких rTPJ був дедалі більш активним щодо менталізації порівняно з фізичними судженнями, мали менші соціальні порушення, тоді як ті, хто показав незначну відмінність у відповіді на менталізацію або фізичні судження були найбільш соціально незахищеними. Ці докази ґрунтуються на роботі в типовому розвитку, яка свідчить про те, що rTPJ має вирішальне значення для представлення інформації про психічний стан, незалежно від того, стосується вона самого себе чи інших. Це також вказує на пояснення на нейронному рівні повсюдних проблем із сліпотою розуму при аутизмі, які очевидні упродовж усього життя.

### При шизофренії
Області мозку, пов'язані з моделлю психологічного стану людини, включають верхню скроневу звивину (STS), скронево-тім'яну з'єднання (TPJ), медіальну префронтальну кору (mPFC), передклинь і мигдалеподібне тіло. Знижена активність у mPFC осіб із шизофренією пов'язана з дефіцитом моделі психологічного стану людини та може пояснити порушення соціальних функцій серед людей із шизофренією. Підвищена нервова активність у mPFC пов'язана з кращим сприйняттям перспективи, управлінням емоціями та покращенням соціального функціонування. Порушення діяльності мозку у сферах, пов'язаних із моделлю психологічного стану людини, може посилити соціальний стрес або незацікавленість у соціальній взаємодії та сприяти соціальній дисфункції, пов'язаній із шизофренією.

## Практична придатність
Середні бали членів групи за моделлю психологічного стану людини здібностей, виміряні за допомогою тесту «Читання думок в очах» (RME), можливо, є чинниками успішної роботи в групі. Високі середні показники групи за RME корелюють із коефіцієнтом колективного інтелекту c, що визначається як здатність групи виконувати широкий спектр розумових завдань, показник групового інтелекту, подібний до фактора g для загального індивідуального інтелекту. RME — це тест моделі психологічного стану людини для дорослих, який демонструє достатню надійність тестування й повторного тестування та постійно диференціює контрольні групи від осіб із функціональним аутизмом або синдромом Аспергера. Це один із найбільш широко прийнятих і добре перевірених тестів для здібностей дорослих моделі психологічного стану людини.

## Еволюція
Еволюційне походження моделі психологічного стану людини залишається неясним. Хоча багато теорій стверджують її роль у розвитку людської мови та соціального пізнання, лише деякі з них детально описують будь-які еволюційні нейрофізіологічні попередники. Одна теорія стверджує, що теорія психіки сягає своїм корінням у дві захисні реакції — іммобілізаційний стрес і тонічну нерухомість, — які беруть участь у впоранні зі стресовими ситуаціями, а також відіграють важливу роль у практиці виховання дітей ссавців. Їхній сукупний ефект, здається, здатний створити багато характерних рис моделі психологічного стану людини, таких як зоровий контакт, стеження за поглядом, гальмівний контроль і навмисні атрибуції.

## Нелюдина
Відкритим залишається питання про те, чи мають тварини, які не є людиною, генетичну здібність і соціальне середовище, які дозволяють їм набути моделі психологічного стану людини, як це роблять людські діти. Це суперечливі питання, оскільки важко зробити висновок із поведінки тварин про існування мислення чи окремих думок, або про існування поняття «я» чи самосвідомості, свідомості та кваліа. Однією з труднощів, пов'язаних із вивченням моделі психологічного стану людини не людьми, є відсутність достатньої кількості натуралістичних спостережень, які дають зрозуміти, яким еволюційним тиском може бути розвиток моделі психологічного стану людини у виду.
Нелюдські дослідження все ще займають важливе місце в цій галузі. Це особливо корисно для висвітлення того, яка невербальна поведінка означає компоненти моделі психологічного стану людини, і для вказівки на можливі кроки в еволюції цього аспекту соціального пізнання. Хоча важко вивчати людську модель психологічного стану людини та психічних станів у видів, про потенційні психічні стани яких ми не маємо повного розуміння, дослідники можуть зосередитися на простіших компонентах більш складних можливостей. Наприклад, багато дослідників зосереджуються на розумінні тваринами наміру, погляду, точки зору або знання (про те, що бачила інша істота). Дослідження, яке вивчало розуміння намірів в орангутангів, шимпанзе та дітей, показало, що всі три види розуміють різницю між випадковими та навмисними діями.
Індивіди демонструють модель психологічного стану людини, екстраполюючи внутрішні психічні стани іншої людини з їх спостережуваної поведінки. Таким чином, одна з проблем у цьому напрямі досліджень полягає в тому, щоб відрізнити це від більш звичайного навчання стимул-реакція, коли спостережувана поведінка іншого є стимулом.
Нещодавно більшість нелюдських досліджень моделі психологічного стану людини зосереджено на мавпах і людиноподібних мавпах, які являють найбільший інтерес для вивчення еволюції людського соціального пізнання. Інші дослідження, пов'язані з атрибуцією моделі психологічного стану людини, проводилися з використанням ржанок і собак, які демонструють попередні докази розуміння уваги — одного з попередників моделі психологічного стану людини — в інших.
Існують певні суперечки щодо тлумачення доказів, які нібито підтверджують здібності моделі психологічного стану людини— або неспроможності — у тварин. Наприклад, Повінеллі та ін. поставили шимпанзе на вибір двох експериментаторів, у яких запитувати їжу: одного, який бачив, де захована їжа, і іншого, який за допомогою одного з різноманітних механізмів (із відром або мішком над головою) зав'язати очі, або бути відверненим від цькування) не знає, а може тільки здогадуватися. Вони виявили, що тварини в більшості випадків не могли диференційовано запитувати їжу у «знаючого». Навпаки, Харе, Колл і Томаселло виявили, що підлеглі шимпанзе були здатні використовувати рівень знань домінуючих шимпанзе-суперників, щоб визначити, до якого контейнера з прихованою їжею вони підійшли. Вільям Філд і Сью Севідж-Рамбо вважають, що бонобо розробили модель психологічного стану людини, і наводять на доказ своє спілкування з полоненим бонобо Канзі.
В одному експерименті ворони (Corvus corax) враховували візуальний доступ невидимих однорідних тварин. Дослідники стверджували, що «ворони можуть узагальнювати власний досвід сприйняття, щоб зробити висновок про можливість бути поміченими».
Еволюційний антрополог Крістофер Крупені досліджував існування моделі психологічного стану людини, а особливо хибних вірувань у приматів.
Керен Харуш і Зів Вільямс окреслили аргументи групи нейронів у мозку приматів, які однозначно передбачили вибір свого партнера по взаємодії. Нейрони цих приматів, розташовані в передній поясній корі макак-резусів, спостерігали за допомогою запису однієї одиниці, у той час як мавпи грали у варіант ітеративної гри дилеми в'язня. Виявлення клітин, які являють ще невідомі наміри партнера по грі, дослідження Haroush & Williams підтверджує ідею про те, що моделі психологічного стану людини може бути фундаментальним і узагальненим процесом, і припускає, що нейрони передньої поясної кори головного мозку можуть доповнювати функцію дзеркальних нейронів під час соціального обміну.

## Подальше читання
- Excerpts taken from: Davis, E. (2007) «Mental Verbs in Nicaraguan Sign Language and the Role of Language in Theory of Mind». Undergraduate senior thesis, Barnard College, Columbia University.